# Lolong (serie de televisión)
Lolong es una serie de televisión filipina producida y emitida por GMA Network desde el 4 de julio de 2022. Está protagonizada por Ruru Madrid.

## Reparto

### Principales
- Ruru Madrid como Rolando "Lolong" Candelaria[1]

### Secundarios
- Christopher de Leon[2] como gobernador Armando Banson
- Jean Garcia[3] como Donatella "Dona" Banson
- Shaira Diaz[4] como Elsie Dominguez
- Arra San Agustin[5] como Isabella "Bella" Melendez
- Paul Salas[2] como Martin Candelaria / Martin Banson
- Rochelle Pangilinan[6] como Karina Marabe
- Bembol Roco[2] como Narciso "Narsing" Candelaria
- Malou de Guzman[2] como Isabelita "Isabel" Candelaria
- Mikoy Morales[2] como Victoriano "Bokyo" Dela Cruz
- Ian de Leon[2] como Lucas Morales
- DJ Durano[2] como Alberto "Abet" Dominguez
- Marco Alcaraz[2] como alcalde Marco Mendrano
- Maui Taylor[2] como capitana Dolores Baticusin

### Personajes invitados
- Leandro Baldemor[2] como Raul Candelaria
- Priscilla Almeda[2] como Gloria Candelaria
- Pokwang como Coring
- Sue Prado como Riza dela Torre
- Luke Conde como Benjo Dominguez
- Vin Abrenica como Diego
- Thea Tolentino como Celia
- Alma Concepcion como Ines Candelaria
- Lucho Ayala como Victor
- Rafael Rosell como Father Reyes
- Ryan Eigenmann como Delfin
- Mon Confiado como Luciano

## Emisión internacional
- Indonesia: Antv (2023).